# Void Linux
Void Linux é uma distribuição Linux independente que usa o gerenciador de pacotes XBPS (X Binary Package System), que foi desenvolvido e implementado sem utilização de outros gerenciadores como base, e o init runit. Com exceção de binary blobs no kernel, a instalação base é composta inteiramente de software livre, apesar de os usuários poderem acessar o repositório oficial pago para instalação de software proprietário.

## História
Void Linux foi criado em 2008 por Juan Romero Pardines, um dos desenvolvedores do NetBSD, para ser usado nos testes do gerenciador XBPS. A capacidade de buildar pacotes nativos a partir do código fonte usando xbps-src é provavelmente inspirada no pkgsrc e outras coleções ports da família BSD.
Em maio de 2018, o projeto foi movido para um novo site e repositório pela equipe, depois de o líder do projeto ter desaparecido por meses.
Em abril de 2022, Void estava em terceiro lugar no ranking da DistroWatch, com um escore de 9.09 de 10.

## Características
Void é uma exceção notável à maioria das distribuições Linux por usar runit como init no lugar do systemd, que é usado em outras distribuições como Arch Linux, CentOS, Debian, Fedora, Mageia e Ubuntu. Também se diferencia por ter repositórios separados disponíveis e por permitir instalações usando tanto glibc quanto musl.
Void foi a primeira distribuição a incorporar a LibreSSL como biblioteca padrão do sistema. Em fevereiro de 2021, a equipe de desenvolvedores anunciou o retorno ao uso da OpenSSL em 5 de março do mesmo ano. Dentre os motivos estavam o processo problemático de patch do software originalmente desenvolvido para ser compatível com a OpenSSL, a compatibilidade com algumas otimizações e acesso a algoritmos mais recentes. A migração para OpenSSL começou em abril de 2020 em um issue do repositório void-packages no GitHub.
Graças à sua natureza rolling release, um sistema que roda Void é atualizado constantemente, assim seus binários sempre acompanham as últimas releases. Os pacotes são armazenados no GitHub e podem ser compilados usando o sistema xbps-src. O processo de build é executado num ambiente limpo, não atrelado ao sistema em execução. A maior parte dos pacotes pode ser compilada cruzada para outras arquiteturas.
Desde abril de 2017, Void tem suporte ao Flatpak, que permite a instalação de pacotes mais recentes de repositórios upstream.
Jesse Smith, membro da DistroWatch, mencionou ter notado tempo curto de boot, que creditou ao runit. Apesar disso, relatou que a documentação e os testes de bugs deixaram a desejar.

## Tipos
Void Linux pode ser instalado como imagem base ou flavor. A imagem base contém pouco mais do que programas básicos, e pode ser então configurada manualmente pelo usuário. A imagem flavor contém um ambiente gráfico Xfce pré configurado. Os ambientes Cinnamon, Enlightenment, LXDE, LXQt, MATE, e GNOME costumavam ser opções na escolha da imagem flavor, mas não estão mais disponíveis de modo a diminuir a carga de testes.
As imagens live contém um instalador que oferece uma interface de usuário baseada na biblioteca ncurses. A shell padrão para root é Dash.
|            |       |                      | Biblioteca C | Biblioteca C | Ambiente Gráfico |     |
| musl       | glibc | Xfce                 |              |              |                  |     |
| Plataforma | i686  | i686                 | Não          | Sim          | Sim              |     |
| Plataforma | amd64 | amd64                | Sim          | Sim          | Sim              |     |
| Plataforma | ARM   | beaglebone           | Sim          | Sim          | Não              | Não |
| Plataforma | ARM   | cubieboard 2         | Sim          | Sim          | Não              | Não |
| Plataforma | ARM   | ODROID C2            | Sim          | Sim          | Não              | Não |
| Plataforma | ARM   | Raspberry Pi 1/2/3/4 | Sim          | Sim          | Não              | Não |
| Plataforma | ARM   | Armory USB           | Sim          | Sim          | Não              | Não |

## Forks
Void Linux para PowerPC/Power ISA (não oficial) é um fork do repositório oficial que é compatível com arquiteturas 32-bit e 64-bit, operações little endian e big endian e bibliotecas musl e glibc. A Void-ppc mantém a sua própria estrutura de builds e repositórios, e almeja tornar possível o build de todos os pacotes Void em todos os dispositivos.

## Derivações
O Projeto Trident foi a primeira distribuição baseada em Void, mas foi interrompida.